# Acetilcarnitina
A acetilcarnitina é um fármaco utilizado pela medicina como ativador neuronal. É derivado da carnitina. Nos Estados Unidos é conhecida como ALCAR.

## Propriedades
Estruturalmente assemelha-se com a acetilcolina e pode ser considerada como um fármaco colinomimético. A acetilcarnitina, atuaria como estimulante da oxidação dos ácidos graxos, reduzindo assim o nível de triglicerídeos no sangue e também gordura acumulada no corpo.

## Indicações
É indicado nos casos de falta de atenção, Mal de Alzheimer e distúrbios de memória.

## Contraindicações
Não é recomendável o uso concomitante com a gravidez e lactação.

## Reações adversas
- Excitação mental